# Maison de Conti
Pour les articles homonymes, voir Conti.
 (octobre 2023).
Si vous disposez d'ouvrages ou d'articles de référence ou si vous connaissez des sites web de qualité traitant du thème abordé ici, merci de compléter l'article en donnant les références utiles à sa vérifiabilité et en les liant à la section « Notes et références ».
La maison capétienne de Bourbon-Conti est une branche cadette de la maison de Bourbon-Condé. Elle est fondée une première fois par François de Bourbon, prince de Conti (1558-1614), puis une seconde par son petit-neveu, Armand de Bourbon, prince de Conti (1629-1666), deux princes du sang issus d'une lignée cadette de la maison de Bourbon et descendants d'Antoine de Bourbon, roi de Navarre. Cette maison s'éteint le 13 mars 1814, à la mort de Louis-François-Joseph de Bourbon, prince de Conti.

## Titres et armes
En tant que princes du sang issus de Louis Ier, petit-fils de France, duc de Bourbon, les membres de la maison de Conti ont le droit à la qualification d'altesse sérénissime.
Le titre de prince de Conti tire son origine de Conty, une petite ville du Nord de la France, situé à 35 km au Sud-Ouest d'Amiens, en Picardie. La terre est entrée dans la maison de Condé par le mariage de Louis de Bourbon, premier prince de Condé, avec Éléonore de Roye en 1551.
François de Bourbon (1558-1614), troisième fils de ce mariage, a reçu le titre de marquis de Conti. Il est élevé au rang de prince de Conti en 1581 par le roi Henri III. Marié en 1605 à Louise Marguerite de Lorraine, fille du duc de Guise, il meurt en 1614, sans laisser d'enfant légitime.
En 1629, le titre de prince de Conti est donné à Armand de Bourbon, prince de Conti (1629-1666), deuxième fils d'Henri II, prince de Condé.
Les autres titres portés par les membres de la branche de Conti étaient :
- Roi de Pologne : élu mais non couronné (1697)
- Prince de La Roche-sur-Yon (4 avril 1661-1770)
- Prince d'Orange
- Duc de Mercœur  (1723-1770)
- Marquis de Conti (19 août 1558-1581)
- Comte d'Alais
- Comte de Clermont
- Comte de la Marche
- Comte de Pézenas
- Comte de Sancerre
- Seigneur de L'Isle-Adam (1632-1783)
- Seigneur de Chambly
- Seigneur de Beaumont-sur-Oise

Les princes de Conti portaient les armes des Condé, brisées d'une bordure de gueules, soit : d'azur à trois fleurs de lys d'or au bâton péri en bande de gueules, à la bordure du même.

## Liste des princes de Conti
1. 1581-1614 : François de Bourbon (1558-1614), 1er prince de Conti ;
2. 1629-1666 : Armand de Bourbon (1629-1666), 2e prince de Conti, petit-neveu du précédent ;
3. 1666-1685 : Louis Armand de Bourbon (1661-1685), 3e prince de Conti, fils du précédent ;
4. 1685-1709 : François Louis de Bourbon (1664-1709), 4e prince de Conti, dit « le Grand Conti », frère du précédent ;
5. 1709-1727 : Louis Armand de Bourbon (1695-1727), 5e prince de Conti, fils du précédent ;
6. 1727-1776 : Louis François de Bourbon (1717-1776), 6e prince de Conti, fils du précédent ;
7. 1776-1814 : Louis François Joseph de Bourbon (1734-1814), 7e prince de Conti, fils du précédent.

| Portrait | Nom                                          | Date de « règne » | Notes               | Armoiries |
| -------- | -------------------------------------------- | ----------------- | ------------------- | --------- |
|          | François de Bourbon (1558-1614)              | 1581-1614         |                     |           |
|          | Armand de Bourbon (1629-1666)                | 1629-1666         |                     |           |
|          | Louis Armand de Bourbon (1661-1685)          | 1666-1685         |                     |           |
|          | François Louis de Bourbon (1664-1709)        | 1685-1709         | Dit le Grand Conti. |           |
|          | Louis Armand de Bourbon (1695-1727)          | 1709-1727         |                     |           |
|          | Louis François de Bourbon (1717-1776)        | 1727-1776         |                     |           |
|          | Louis François Joseph de Bourbon (1734-1814) | 1776-1814         |                     |           |

## Généalogie
- François de Bourbon, prince de Conti (1558-1614) ∞ Louise-Marguerite de Lorraine (1588-1631)
- Armand de Bourbon, prince de Conti (1629-1666) ∞ Anne-Marie Martinozzi (1637-1672)
  - Louis-Armand Ier, prince de Conti (1661-1685) ∞ Marie-Anne de Bourbon (1666-1739)
  - François-Louis, prince de Conti (1664-1709) ∞ Marie-Thérèse (1666-1732)
    - Marie-Anne (1689-1720) ∞ Louis, prince de Condé (1692-1740)
    - le prince N. (1693-1693)
    - le prince N. (1694-1698)
    - le prince Louis-Armand II, prince de Conti (1695-1727) ∞ Louise-Élisabeth (1693-1775)
      - Louis, comte de La Marche (1715-1717)
      - Louis-François, prince de Conti (1717-1776) ∞ Louise-Diane d'Orléans (1716-1736)
        - Louis-François-Joseph, prince de Conti (1734-1814) ∞ Marie-Fortunée d'Este (1731-1803)
        - le prince N. (1736-1736)

      - Louis-Armand, duc de Mercœur (1720-1722)
      - Charles, comte d'Alais (1722-1730)
      - Louise-Henriette (1726-1759) ∞ Louis-Philippe, duc d'Orléans (1725-1785)

    - Louise-Adélaïde (1696-1750)
    - la princesse N. (1697-1699)
    - Louis-François, comte d'Alais (1703-1704)

## Possessions

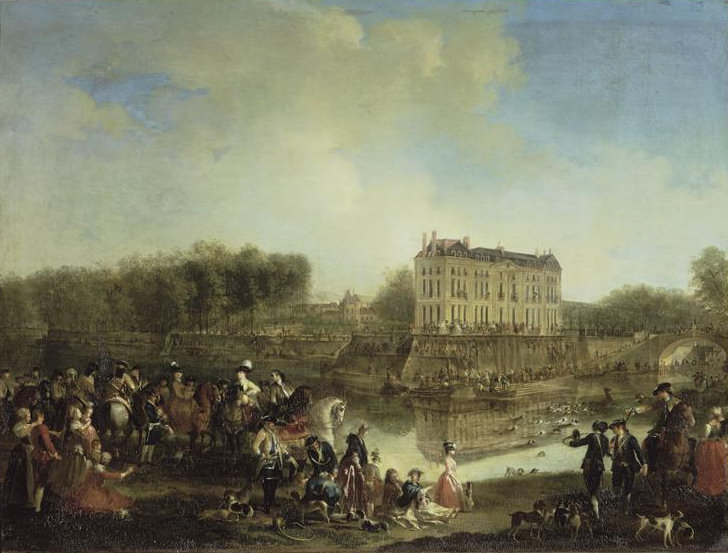
Le château de L'Isle-Adam en 1766.

Liste non exhaustive des possessions tenues par les membres de la maison de Conti :
- Château de l'Isle-Adam : principale résidence de campagne des princes de Conti
- Hôtel de Conti (Paris) : situé sur le quai de Conti, à l'emplacement de l'actuel hôtel de la Monnaie. Principale résidence parisienne jusqu'en 1751.
- Hôtel de Rothelin-Charolais (Paris) : résidence de Louis-François-Joseph de Bourbon-Conti jusqu'en 1793.
- Domaine de la Grange-des-Prés (Pézenas) : résidence d'Armand de Bourbon-Conti entre 1653 et 1666.